# Flavona

Estructura molecular de la flavona

Les flavones (del llatí: flavus = groc), són una classe de flavonoides basats en l'estructura del 2-fenilcromé-4-ona (2-fenil-1-benzopirà-4-ona) com es veu en la imatge.
Les flavones naturals inclouen l'Apigenina, la Luteolina i la Tangeritina entre d'altres. Entre les flavones sintètiques hi ha la Diosmina i el Flavoxat.

## Ingestió i beneficis
Les flavones es troben principalment en cereals i plantes aromàtiques. A Occident s'estima que la ingestió diària és d'uns 20-50 mg per dia. Recentment l'interès per les flavones ha crescut molt pel seu efecte beneficiós contra malalties com ateroesclerosi, osteoporosi, diabetis mellitus i alguns càncers. Actualment es comercialitzen flavones com suplement dietètics. Però també presenten interaccions amb alguns medicaments.